# Kurcew
Kurcew – wieś w Polsce położona w województwie wielkopolskim, w powiecie jarocińskim, w gminie Kotlin.
W latach 1975–1998 miejscowość administracyjnie należała do województwa kaliskiego.
W 1891 r. w Kurcewie urodził się ks. Czesław Piotrowski, pedagog i wydawca.
We wsi był przystanek kolei wąskotorowej Kurcew.